# Dzmitryj Biessmiertny
Dzmitryj Siarhiejewicz Biessmiertny (biał. Дзмітрый Сяргеевіч Бессмертны, ros. Дмитрий Сергеевич Бессмертный Dmitrij Siergiejewicz Biessmiertny; ur. 3 stycznia 1997 w Mińsku) – białoruski piłkarz grający na pozycji obrońcy w FK Aktöbe.

## Kariera klubowa
Wychowanek FK Mińsk. W pierwszej drużynie tego klubu zadebiutował 17 czerwca 2015 w przegranym 0:2 meczu z Tarpiedą-BiełAZ Żodzino. W 2018 został wybrany najlepszym piłkarzem sezonu w głosowaniu kibiców klubu. W styczniu 2019 przeszedł do BATE Borysów. W kwietniu 2022 przedłużył kontrakt z klubem do końca 2023 roku. W sierpniu 2023 został zawodnikiem FK Aktobe.

## Kariera reprezentacyjna
Młodzieżowy reprezentant Białorusi. W dorosłej reprezentacji zadebiutował 16 listopada 2019 w przegranym 0:4 meczu eliminacji do Euro 2020 z Niemcami. W grudniu 2022 znalazł się na rządowej liście osób, którym zakazano pracować na terytorium Białorusi.